# General Aircraft Hamilcar
General Aircraft G.A.L. 49 Hamilcar (Hamilcar Mk I) — brytyjski ciężki szybowiec desantowy z okresu II wojny światowej o nośności 7 ton, zdolny do przeniesienia czołgów lekkich typu M22 Locust czy Tetrarch Mk VII. Największy płatowiec konstrukcji drewnianej produkowany seryjnie przez Aliantów w okresie wojny.
Budowę ciężkiego szybowca, zdolnego do transportu pojazdów opancerzonych i dział dużego kalibru na potrzeby wojsk powietrznodesantowych, zlecono firmie General Aircraft Limited na początku 1941 roku. Prototyp oblatano 27 marca 1942. Ogółem zbudowano 412 egzemplarzy Hamilcara, użytych bojowo podczas operacji Overlord, lądowania pod Arnhem i w czasie przekraczania Renu pod Wesel (operacja Varsity). Efekty zastosowania tych szybowców były dużo mniejsze niż zakładano. Lekkie czołgi transportowane Hamilcarami nie dawały znaczącego wsparcia walczącym spadochroniarzom, było ich też za mało i często lądowały w rozproszeniu.

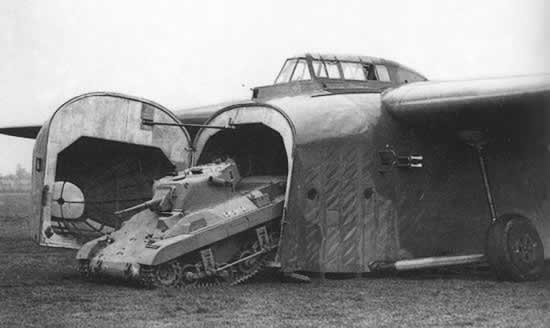
Czołg M22 Locust opuszczający ładownię szybowca Hamilcar

Szybowiec nie cieszył się tak dobrą opinią jak szybowce Airspeed Horsa. Transportowany w szybowcu czołg był ładunkiem na granicy maksymalnego udźwigu i obciążenia szybowca, zaś 4-silnikowe maszyny Handley Page Halifax i Short Stirling holując tak ciężki szybowiec leciały na granicy prędkości przeciągnięcia, co stawiało duże wymagania odnośnie do precyzji pilotażu. Wysoko umieszczona kabina pilotów i klasyczne podwozie szybowca sprawiało duże niebezpieczeństwo w razie napotkania podczas lądowania na rowy i inne przeszkody, dochodziło wówczas do kapotażu; w takiej sytuacji załoga zwykle ginęła. 
Powstała także wersja motoszybowca Mk X napędzana dwoma silnikami Bristol Mercury 31 o mocy 965 KM każdy.  Nadal wymagał holowania przy starcie z maksymalnym obciążeniem, ale bez żadnego ładunku był w stanie wznieść się o własnych siłach.  Wersja ta powstała z myślą o operacjach na Pacyfiku, ale nie została wykorzystana bojowo, wybudowano jedynie 22 egzemplarze (w tym 10 przebudowanych z szybowców).